# 里貝克訴麥當勞餐廳案

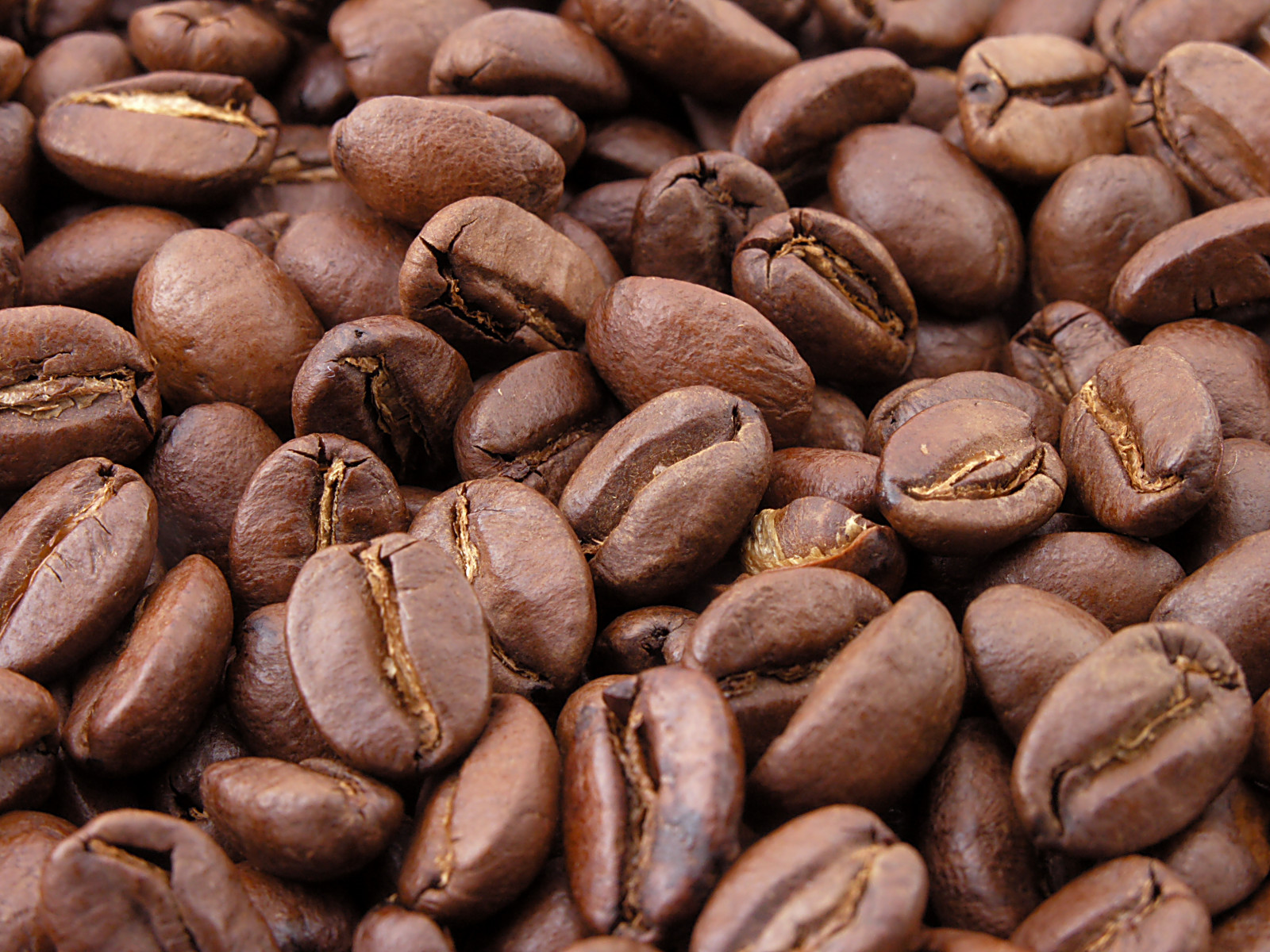
咖啡豆要煮至华氏200度以上再冷却才好喝，美国咖啡协会认为咖啡的最佳品尝温度是160–185 °F (71–85 °C)

里貝克訴麥當勞餐廳案（英語：Liebeck v. McDonald's Restaurants），又稱麥當勞咖啡案（McDonald's coffee case）、熱咖啡訴訟案（hot coffee lawsuit），是美國一宗著名的產品責任訴訟，並觸起法學界對美國有關侵權行為法律的改革展開辯論。79岁的里貝克女士在饮用麦当劳外卖的咖啡时不慎将咖啡泼在自己的胯部，造成大腿、胯部、外阴等部位三度烧伤。里貝克起诉麦当劳的咖啡过热，新墨西哥州民事法院陪審團一审表決麦当劳賠償里貝克287万美元。
里貝克的律师声称麦当劳的咖啡送到消费者手中的时候是华氏180-190度（摄氏82-88度），其他餐厅的咖啡一般在华氏135-140度（摄氏57-60度），麦当劳的咖啡更热，容易造成烫伤，是产品缺陷。在判决之前，麦当劳多次拒绝了里贝克提出的较低的赔偿数额。最终陪审团表决麦当劳补偿里貝克女士16万美元损失补偿，外加270萬惩罚性补偿。主審法官裁定將賠償額減至64万美元，但麥當勞在上诉过程中與里贝克達成協議，在賠償金額保密的情況下，雙方庭外和解。事件在美國引起了很大反響，有輿論認為這是一宗浪費公帑的無聊訴訟。
但另一些反對侵權行為法律改革的人士卻認為里貝克的賠償是應得的，他們指出社會普遍對此案的認知缺乏重要的細節支援。當中里貝克的代表律師更說麥當勞的咖啡「存在缺陷」，聲稱它比其他咖啡更熱，更易造成嚴重意外。相反，改革支持者卻認為公眾的認知是準確的，而他們相信如果交由其他法官審理此案，大部份都不會受理，此外，他們亦為麥當勞辯護，指麥當勞遲遲不庭外和解並非他們造錯，而是因為他們知道此案的荒謬。

## 案件

### 案件背景
在1992年2月27日，新墨西哥州阿爾布克爾克（Albuquerque）的79歲老婦史黛拉·里貝克（Stella Liebeck）在當地麥當勞得來速餐廳購買了一杯價值49美分的咖啡。當時里貝克正坐在她的福特Probe房車乘客席，其孫子克里斯（Chris）把车停下，好讓里貝克向咖啡中加忌廉和糖。里貝克把咖啡放到兩膝之間，把杯蓋由遠前方向自己的方向揭開；就在這時，咖啡翻倒，淋到她的腿上。
里貝克當時穿棉質短褲，她的雙腿、屁股、外阴和鼠蹊被烫伤。里貝克被送到醫院後，醫生確認她百份之6的皮膚被三級燒傷，另外百份之16的皮膚亦被輕微燙傷。里貝克住了8日醫院，進行了植皮手術，医疗费用达两万美元，其後又接受了2年的治療。

### 尋求和解
里貝克最初要求麥當勞向她賠償11,000美元，以彌補自己付出的醫藥費用。後來她提高要求至20,000美元，但麥當勞方面一直只願賠800美元。賠償額被拒絕後，里貝克尋找德州律師里德·摩根（Reed Morgan）以提供協助；摩根最初入稟新墨西哥州的一所區域法院，控告麥當勞嚴重疏忽，販賣一些「製造上存在缺陷」，而且具有「不合理危險」的咖啡。摩根要求麥當勞賠90,000美元，但麥當勞拒絕。
摩根隨後要求麥當勞賠300,000美元，經一位調停人調停後減至225,000美元。雖然當時聆訊即將開始，但麥當勞仍然對這些「最後機會」加以拒絕。
儘管過往亦曾有案件指控熱咖啡於「製造上存在缺陷」，但麥當勞仍然不願和解，原因可能是因為過往法庭均認為，被咖啡燒傷是一種明顯可察的危險，所以往往也拒絕受理。

### 呈堂證供
在蒐證期間，摩根發現，麥當勞一向要求旗下加盟連鎖快餐廳的熱咖啡，販賣時溫度須達華氏180至190度（即攝氏82度至88度）。在這個溫度下，一杯熱咖啡可以在3至7秒間對人類造成三級燒傷。里貝克的律師爭辯，熱咖啡在販賣時溫度不應高於華氏140度（攝氏60度），而且事實上不少餐廳和快餐店所賣的熱咖啡，溫度都要比麥當勞為低。
隨後，里貝克的律師在庭上向陪審團證明，一杯像麥當勞一樣，溫度達華氏180度的熱咖啡可以在12至15秒造成三級燒傷。若果將熱咖啡的溫度降至華氏160度，那就需要約20秒才能造成三級燒傷（但此證據後來被一所英國法院推翻，認為科學上存在錯誤）。如果咖啡的温度是155华氏度，则打翻的咖啡在和衣服与皮肤接触的过程中会冷却，不会造成烫伤。
里貝克的律師認為，如果多出這數秒的時間，就可讓受害者及時把咖啡從受創的皮膚移除，從而避免了燒傷的下場。
麥當勞声称，之所以販賣這麼熱的咖啡，是因為许多顧客是駕車人士，高咖啡溫度可讓他們在到达目的地后仍享用到口感舒适的温热咖啡。
麥當勞提供的文件中显示，自1982年至1992年10年間，麥當勞一共收到700宗熱咖啡燙傷顧客的投訴，當中燙傷的嚴重程度不一，有些和里贝克一样达到了三度烧伤。麥當勞曾向一位遭燙傷的顧客賠償500,000美元。從這些文件可以知道，麥當勞每賣出2400萬杯咖啡，就會接獲一宗投訴。
麥當勞的品質控制經理克里斯多夫·阿波敦（Christopher Appleton）在庭上作供時則指稱，上述文件的數字不足以使公司要對熱咖啡的販賣進行評估。阿波敦又指所有高於華氏140度的食物，其實都會構成燒傷的危險，所以一般餐廳的食物其實帶來更多的危險。然而，控方則成功使阿波敦不得不承認，如果顧客在購買麥當勞的熱咖啡後立即飲用，有機會會燒傷口和喉嚨。

### 裁決結果
引用相對疏忽的原則，陪審團最後認為麥當勞須就事件負上百份之80的責任，其餘百份之20的責任則是里貝克本人的過失。雖熱咖啡杯上是寫有提醒（"reminder"）字句的，但陪審團認為该提醒不足以警示消费者热咖啡直接引用会造成三度烧伤。在賠償方面，陪審團決定里貝克可獲200,000美元的80%，即160,000美元作補償損害賠償（compensatory damages）。另外，陪審團又認為里貝克可額外獲270萬美元，以作為懲罰性損害賠償（punitive damages）。陪審團所定的賠償額，明顯是依照摩根的建議。而這建議是，麥當勞應賠償一天或兩天內，售賣咖啡的所得收益；此收益大約是每日135萬美元。
其後，法官決定把懲罰性損害部份的賠償額減至480,000美元，即是補償損害賠償部份的3倍，兩者合計則是640,000美元。法院作出裁決後，麥當勞和里貝克均在1994年12月提出上訴，但未幾雙方在開庭前達成了庭外和解，雙方沒有向外界交代最終的賠償金額，不過一般相信金額少於600,000美元。

## 相關案例
此案發生後，英國亦發生了一宗類似的訴訟，有關案件在英格蘭高等法院皇座法庭開審，但法庭不接納麥當勞可以以「較暖」的咖啡避免意外之觀點。法庭認為：
如果這個觀點是正確的話，那麥當勞便不應再賣那些溫度可致嚴重燒傷的食物。根據證據，一杯攝氏65度的茶或咖啡如果與皮膚直接接觸2秒，就可造成大範圍的嚴重燒傷。因此，麥當勞如果要避免這些意外的發生，就只可將茶和咖啡加熱至攝氏55度至60度。但問題是，一杯茶是須要用开水沖泡，才能夠完全地泡出茶的香味；至於就咖啡而言，溫度則必須介於攝氏85度至95度（即華氏185度至203度）。
引用里貝克案裁決的人士則辯稱，她的咖啡是比起一般的異乎尋常的熱。至於其他銷售咖啡的大型連鎖食肆，如星巴克、Wendy's和漢堡王等等，由於曾販賣溫度相若，甚至更高的咖啡，結果也引發了相關的訴訟。
事實上，不少家用和商用咖啡機所製的咖啡，溫度也與麥當勞的相若，根據部份咖啡機的指引，亦指出咖啡最理想的溫度應是華氏200度。而根據美國的全國咖啡協會之指引，咖啡應煮至「華氏195度至205度才能達至最佳的飲用效果」，而煮好咖啡後，更應「立即」飲用；即使不立即飲用，咖啡的溫度也應「維持於華氏180度至185度」。
雖然里貝克的律師宣稱，麥當勞經此案後已減低旗下咖啡的溫度，不過，他事後仍曾接手類似的案件，控告麥當勞。而事實上，經過里貝克案後，麥當勞的確把咖啡的溫度調低至華氏180度，而且在咖啡杯上亦寫上了更清晰的警告字句，可是有關熱咖啡的訴訟照舊接踵而來。美國的專業咖啡協會方面，他們則支持快餐商應改善咖啡盛器的設計，而不是調低咖啡的溫度。此外，該協會亦曾成功地在咖啡燒傷人的案件中，提出有力辯護 。

美國知名法官法蘭克·伊斯特布魯克（Frank Easterbrook）曾於1997年在第七巡迴上訴法院駁回了一宗類似的案件，並發表了一篇具權威性的裁決。當中，該裁決認為熱咖啡（在此案是指華氏179度或攝氏82度的咖啡）並不是「不合理危險」：
咖啡的氣味（和味道）很大程度上取決於咖啡豆內的油份，是否在煮的過程中加以發揮，釋放芳香。而要有效地釋放芳香，煮咖啡的溫度就應該接近華氏200度，同時不可過早降溫以破壞其脆弱的分子。煮好咖啡後，那些芳香的合成物蒸發到咖啡面的一刻，是最香和最好飲的；正因合成物對咖啡的芳香很重要，而其沸點又在華氏150度至160度之間，所以這個範圍內的溫度正是飲咖啡的最理想溫度。要飲用一杯華氏150度的咖啡，那咖啡在盛器內的溫度就有必要更加熱；這是因為倒咖啡出來的時候，咖啡的表面面積增大而開始冷卻，而由一個熱的容器倒咖啡到一個不熱的杯內，亦進一步使咖啡的熱量流失。假若顧客在咖啡加入糖和忌廉（甚至於以鐵匙攪拌）的話，那亦會使咖啡之溫度下降。而如果顧客打算過一段時間才飲用，溫度就會再進一步下降。

## 雜記
- 此案發生後，蘭迪·卡辛厄姆（Randy Cassingham）以此案原訟人史黛拉·里貝克的名稱立了一個史黛拉獎（Stella Award）。該獎的得獎案件往往是那些喚發起侵權行為法律改革的無聊訴訟（frivolous lawsuit）。

## 外部連結
- 都市傳奇、史黛拉·里貝克與麥當勞咖啡案，Overlawyered.com，一個民間的法律改革博客
- 麥當勞咖啡案，美國訴訟律師協會
- 美國全國咖啡協會 （页面存档备份，存于）